# John D. Long

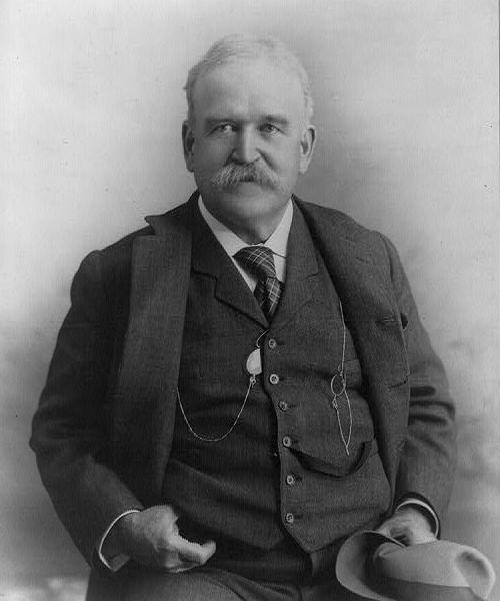
John D. Long

John Davis Long (* 27. Oktober 1838 in Buckfield, Oxford County, Maine; † 28. August 1915 in Hingham, Massachusetts) war ein US-amerikanischer Politiker (Republikanische Partei). Er war von 1880 bis 1883 Gouverneur des Bundesstaates Massachusetts und von 1897 bis 1902 Marineminister der Vereinigten Staaten. Zwischen 1883 und 1889 vertrat er seinen Staat als Abgeordneter im Kongress.

## Frühe Jahre und politischer Aufstieg
John Long besuchte die öffentlichen Schulen in Buckfield und dann die Hebron Academy. Danach studierte er bis 1857 an der Harvard University. Nach einem anschließenden Jurastudium an der juristischen Fakultät von Harvard wurde er 1861 als Rechtsanwalt zugelassen. Danach begann er in Buckfield und ab 1863 in Boston in seinem neuen Beruf zu arbeiten. Ab 1869 war er in Hingham ansässig.
Zwischen 1875 und 1878 war Long Abgeordneter im Repräsentantenhaus von Massachusetts; ab 1876 war er als Nachfolger von John E. Sanford Präsident dieses Gremiums. Im November 1878 wurde er zum Vizegouverneur seines Staates gewählt. Damit war er Stellvertreter von Gouverneur Thomas Talbot. Am 4. November 1879 wurde er selbst in das Amt des Gouverneurs gewählt, wobei er sich mit 50:45 Prozent der Stimmen gegen den Demokraten Benjamin Franklin Butler durchsetzte. 1881 wurde Long in die American Academy of Arts and Sciences gewählt.

## Gouverneur und Kongressabgeordneter
Nachdem er zweimal wiedergewählt worden war, konnte Long zwischen dem 8. Januar 1880 und dem 3. Januar 1883 als Gouverneur amtieren. In dieser Zeit wurde die Verwaltung in Massachusetts reformiert, einige Steuern wurden gesenkt und über die Todesstrafe wurde heftig diskutiert, ohne aber zu einer Entscheidung in dieser Frage zu gelangen. Im Jahr 1882 trat Gouverneur Long nicht mehr zur Wiederwahl an. Stattdessen wurde er in das US-Repräsentantenhaus gewählt. Dieses Mandat übte er zwischen dem 4. März 1883 und dem 3. März 1889 aus. Im Jahr 1888 verzichtete er auf eine erneute Kandidatur.

## Marineminister
Nach seiner Rückkehr aus Washington praktizierte er wieder als Anwalt. Mit dem Amtsantritt von Präsident William McKinley wurde John Long zum Secretary of the Navy in dessen Kabinett ernannt. Dieses Amt übte er bis zu seinem Rücktritt am 1. Mai 1902 aus. Er bereitete die US-Flotte auf den Spanisch-Amerikanischen Krieg von 1898 vor. Nach dem Krieg baute er die amerikanische Flotte weiter auf, die dann ein wichtiges Instrument der Weltmachtpolitik unter Präsident Theodore Roosevelt werden sollte.
Nach seinem Rücktritt als Marineminister zog sich Long aus der Politik zurück. Er war dann noch im Aufsichtsrat der Harvard University und eines Schriftstellerverbandes in Boston. John Long starb im August 1915. Er war zweimal verheiratet und hatte insgesamt drei Kinder.